# تامی فلاناگان
تامی فلاناگان (انگلیسی: Tommy Flanagan؛ ۱۶ مارس ۱۹۳۰ – ۱۶ نوامبر ۲۰۰۱) یک موسیقی‌دان اهل ایالات متحده آمریکا بود.
از فیلم‌هایی که وی در آن نقش داشته است می‌توان به شکارچی موش اشاره کرد.